# Mehmet Topal
Mehmet Topal (Malatya, 1986. március 3. –) török válogatott labdarúgó. A Galatasaray, a Fenerbahçe és az İstanbul BB csapatával is nyert bajnokságot, ezzel ő lett az első futballista, aki három különböző csapattal is aranyérmet nyert a török élvonalban.

## Pályafutása

### A kezdetek
Topal a törökországi Malatya városában született és karrierjét az akkor amatőr Malatyasportnál kezdte meg 13 éves korában. Felnőtt debütálást a harmadosztályú Dardanelspornál ejtette meg.
2006-ban az egyik legnagyobb török klub, a Galatasaray szerződtette.

### Galatasary
Első idényében csupán 11 mérkőzésen vetették be, később azonban svéd csapattársa, Tobias Linderoth sérülése miatt megadatott neki a lehetőség a kezdőcsapatban. Topal ekkor úgy nyilatkozott, hogy nagyon sokat köszönhet neki és reméli mihamarabb visszatér.
2008 áprilisában további öt évre meghosszabbította szerződését az isztambuli egyesülettel. A 2007–08-as szezonban 26 találkozón volt ott és ezzel is segítette csapatát a török bajnoki cím megnyeréséhez. A 2008-as nyári átigazolási időszakban sok pletyka megjelent arról, hogy az angol Premier League-ben szereplő Everton szeretné leigazolni, de ez végül nem történt meg.
A következő idényekben átlagosan 22 találkozón játszott, viszont a 2009–10-es kiírás elején sérüléssel is meg kellett küzdenie.

### Valencia
2010. május 12-én a a spanyol Valencia CF-hez szerződött, a hírek szerint 5,5 millió euróért. Szeptember 14-én új csapatával lépett először pályára a Bajnokok Ligájában és a teljes 90 percet végigjátszotta a török Bursaspor elleni 4–0-s meccsen a csoportkörben.
Első gólját a Sporting de Gijón ellen szerezte 2010. szeptember 25-én. 2012. február 17-én a mérkőzés egyetlen gólját ő szerezte a Stoke City ellen, idegenben az Európa-ligában a legjobb 32 között. Ezzel 2–0-s összesítéssel a Valencia jutott tovább. Összesen 6 találkozóval járult hozzá ahhoz, hogy a spanyolok egészen az elődöntőig meneteltek.

### Fenerbahçe
2012. július 1-jén visszatért hazájába, ahol a Fenerbahçe csapatához írt alá négy évre 4,5 millió euró ellenében. Második szezonjában 27 mérkőzéssel és 3 góljával járult hozzá ahhoz, hogy klub három év után megnyerte az országos bajnokságot.
2015. augusztus 11-én miután egy edzésről hazafelé tartott, ismeretlen emberek többször is rálőttek az autójára. 11 mérkőzésen lépett pályára az Európa-ligában a nyolcaddöntőben és 2016. március 10-én a mérkőzés végén betalált a portugál SC Braga ellen, amivel győzelmet szereztek. A visszavágón piros lapot kapott, majd később még a törökök további két játékosát is kiállították, 4–1 arányban alulmaradtak. Az összesítésben 4–2-es eredménnyel kiestek.
2019. június 26-án, 33 évesen közös megegyezéssel távozott a gárdától.

### İstanbul Başakşehir
2019. augusztus 26-án csatlakozott az İstanbul Başakşehir FK-hoz, amellyel 1+1 éves megállapodást kötött. 2020. július 19-én 1–0-ra legyőzték a Kayserisport, amivel története során először lett bajnok a csapat. Ezzel Topal lett az első játékos, aki három klubbal is bajnok lett az országban, ráadásul ezt a bravúrt a három nagy isztambuli egyesülettel érte.

### Beşiktaş
2021. július 12-én 1+1 éves szerződést kötött a Beşiktaş csapatával. 2022. július 19-én bejelentette visszavonulását.

### A válogatottban

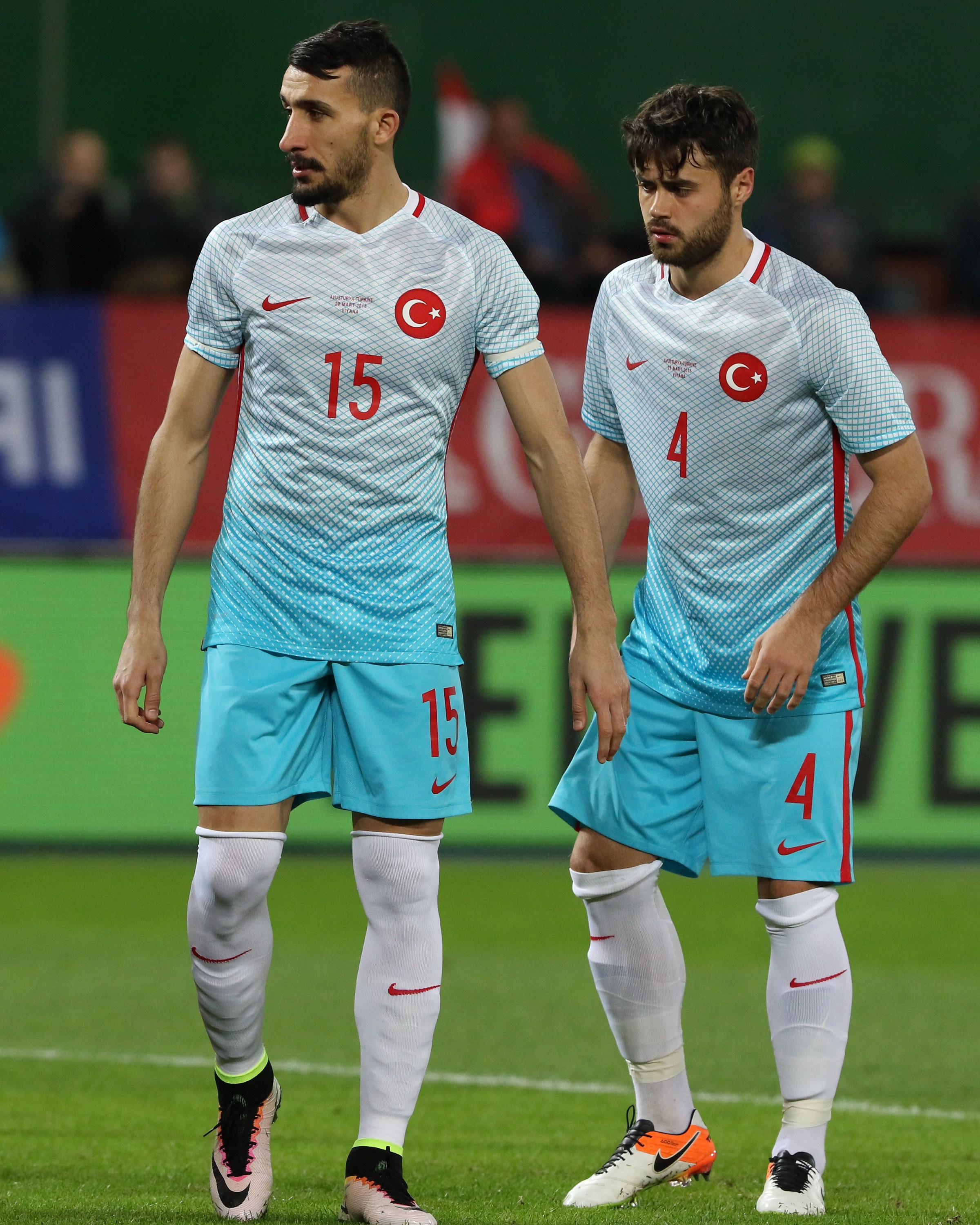
Topal (balra) mellette Ahmet Yılmaz Çalık

Topal többszörös török utánpótlás válogatott.
2008. február 6-án csereként mutatkozott be a török felnőtt nemzeti csapatban egy Svédország elleni 0–0-s barátságos meccsen.
2016. május 22-én csapatkapitánya volt a gárdának egy Anglia elleni 1–2-es vereséggel végződő találkozón a Manchester City otthonában, az Etihad Stadionban. Egy héttel később, május 29-én megszerezte első nemzeti találatát Montenegró ellen. Meghívót kapott a 2016-os Európa-bajnokságra, ahol a csoportkörben kezdő volt a spanyolok elleni 0–3-as vereségben.

## Játékstílusa
Eredeti posztja védekező középpályás, de a pálya közepének bármelyik pontján megállja a helyét, továbbá többször szerepet kapott már a védelemben is. Mindkét lábával remekül tud lőni.

## Statisztikái

### Klubcsapatokban
2020. június 19-én frissítve.
| Klub                | Szezon           | Liga             | Liga  | Liga | Kupa  | Kupa | Európa | Európa | Összesen | Összesen |
| Klub                | Szezon           | Bajnokság        | Mérk. | Gól  | Mérk. | Gól  | Mérk.  | Gól    | Mérk.    | Gól      |
| ------------------- | ---------------- | ---------------- | ----- | ---- | ----- | ---- | ------ | ------ | -------- | -------- |
| Dardanelspor        | 2004–05          | TFF First League | 9     | 1    | —     | —    | —      | —      | 9        | 1        |
| Dardanelspor        | 2005–06          | TFF First League | 30    | 3    | 1     | 0    | —      | —      | 31       | 3        |
| Dardanelspor        | Összesen         | Összesen         | 39    | 4    | 1     | 0    | —      | —      | 40       | 4        |
| Galatasaray         | 2006–07          | Süper Lig        | 11    | 0    | 2     | 0    | 4      | 0      | 17       | 0        |
| Galatasaray         | 2007–08          | Süper Lig        | 26    | 1    | 8     | 1    | 5      | 0      | 39       | 2        |
| Galatasaray         | 2008–09          | Süper Lig        | 21    | 1    | 5     | 0    | 6      | 0      | 32       | 1        |
| Galatasaray         | 2009–10          | Süper Lig        | 24    | 0    | 4     | 0    | 8      | 1      | 36       | 1        |
| Galatasaray         | Összesen         | Összesen         | 82    | 2    | 19    | 1    | 23     | 1      | 124      | 4        |
| Valencia            | 2010–11          | La Liga          | 23    | 1    | 1     | 0    | 5      | 0      | 29       | 1        |
| Valencia            | 2011–12          | La Liga          | 20    | 0    | 1     | 0    | 9      | 2      | 30       | 2        |
| Valencia            | Összesen         | Összesen         | 43    | 1    | 2     | 0    | 14     | 2      | 59       | 3        |
| Fenerbahçe          | 2012–13          | Süper Lig        | 27    | 3    | 8     | 1    | 16     | 0      | 51       | 4        |
| Fenerbahçe          | 2013–14          | Süper Lig        | 27    | 3    | 1     | 0    | 3      | 0      | 31       | 3        |
| Fenerbahçe          | 2014–15          | Süper Lig        | 33    | 2    | 8     | 2    | —      | —      | 41       | 4        |
| Fenerbahçe          | 2015–16          | Süper Lig        | 33    | 1    | 7     | 0    | 13     | 2      | 53       | 3        |
| Fenerbahçe          | 2016–17          | Süper Lig        | 29    | 4    | 5     | 0    | 11     | 0      | 45       | 4        |
| Fenerbahçe          | 2017–18          | Süper Lig        | 29    | 2    | 8     | 1    | 4      | 0      | 41       | 3        |
| Fenerbahçe          | 2018–19          | Süper Lig        | 28    | 1    | 2     | 1    | 6      | 1      | 36       | 3        |
| Fenerbahçe          | Összesen         | Összesen         | 206   | 16   | 39    | 5    | 53     | 3      | 298      | 24       |
| İstanbul Başakşehir | 2019–20          | Süper Lig        | 19    | 0    | 0     | 0    | 6      | 0      | 25       | 0        |
| İstanbul Başakşehir | Összesen         | Összesen         | 19    | 0    | 0     | 0    | 6      | 0      | 25       | 0        |
| Karrier összesen    | Karrier összesen | Karrier összesen | 399   | 23   | 61    | 6    | 96     | 6      | 546      | 35       |

### A válogatottban
2018. november 20-án frissítve.
| Törökország | Törökország | Törökország |
| Év          | Mérkőzés    | Gól         |
| ----------- | ----------- | ----------- |
| 2008        | 11          | 0           |
| 2009        | 2           | 0           |
| 2010        | 3           | 0           |
| 2011        | 6           | 0           |
| 2012        | 10          | 0           |
| 2013        | 8           | 0           |
| 2014        | 6           | 0           |
| 2015        | 8           | 0           |
| 2016        | 13          | 1           |
| 2017        | 6           | 0           |
| 2018        | 8           | 1           |
| Összesen    | 81          | 2           |

### Góljai a válogatottban
| #  | Dátum             | Helyszín                            | Mérkőzés | Ellenfél   | Gólja | Végeredmény | Kiírás              |
| -- | ----------------- | ----------------------------------- | -------- | ---------- | ----- | ----------- | ------------------- |
| 1. | 2016. május 29.   | Antalya Aréna, Antalya, Törökország | 58       | Montenegró | 1–0   | 1–0         | Barátságos mérkőzés |
| 2. | 2018. március 23. | Antalya Aréna, Antalya, Törökország | 74       | Írország   | 1–0   | 1–0         | Barátságos mérkőzés |

## Sikerei, díjai

### Klubcsapatokban
Galatasaray
- Török bajnok: 2007–08[6]
- Török szuperkupa: 2008

Fenerbahçe
- Török bajnok: 2013–14[36]
- Török kupa: 2012–13
- Török szuperkupa: 2014

İstanbul Başakşehir
- Török bajnok: 2019–20[37]

Beşiktaş
- Török szuperkupa: 2021

### A válogatottban
Törökország
- Európa-bajnokság bronzérmes: 2008[38]

## Külső hivatkozások
- Mehmet Topal (török nyelven). tff.org
- Mehmet Topal (angol nyelven). national-football-teams.com
- Mehmet Topal (angol nyelven). fifa.com. [2017. október 10-i dátummal az eredetiből archiválva]. (Hozzáférés: 2017. október 10.)
- Mehmet Topal (angol nyelven). uefa.com
- Mehmet Topal (angol nyelven). worldfootball.net